# Shooting Gallery
Shooting Gallery var ett finskt-brittiskt glamrockband, aktivt i början av 1990-talet. Gruppen var centrerad kring gitarristen och låtskrivaren Andy McCoy och gav under sin korta livstid ut en skiva.

## Biografi

### 1991: Stora förväntningar
Shooting Gallery föddes efter att gitarristen Andy McCoys tidigare projekt, Cherry Bombz, hade rasat samman år 1990, och han själv hade fullföljt en turné med Iggy Pop. McCoy tog basisten Dave Tregunna och sångaren Billy G Bang från det ofungerande The Kill City Dragons, och fyllde ut med trummisen Paul Garisto, som han spelat med på Iggy Pop-turnén. För skivinspelningen anslöt sig också den legendariska pianisten Nicky Hopkins.
McCoy själv hade nyss sparkat heroinet och behövde nu, 5 år efter att hans tidigare band Hanoi Rocks hade splittrats, framgångar. Dave Tregunnas Lords of the New Church hade splittrats, och varken han eller Billy G Bang var nöjda med hur Kill City Dragons hade fungerat.
År 1991 kunde tidpunkten för glamrock knappast ha varit sämre, eftersom Pearl Jam, Nirvana och Hole väntade på att slå igenom. Men trots det satte sig bandet och skivbolaget ner med höga förväntningar på skivan med samma namn som bandet, som släpptes år 1992 - för besvikna fans och kritiker. En stor del av låtarna var covers eller omgjorda versioner av McCoys tidigare låtar, och Billy G Bang fick utstå mycket spe för att han inte lyckades leva upp till Hanoi Rocks-sångaren Michael Monroes standard. Medlemmarna och skivbolaget hoppades ändå på att trenden skulle vända då gitarristen Jo Almeida slöt sig till truppen, som gav sig ut på en stort aviserad turné tillsammans med KISS.
Men trots det blev det inre stridigheter, dåliga försäljningssiffror, narkotikayrsel och fylleslagsmål med skivbolagsrepresentanter. Till och med reklamen för skivan lovade: "Om du skrapar bort smutsen, finns ingenting kvar". Så bandet upplöstes.
I retrospekt har Andy McCoy sagt sig trots allt uppskatta skivan - och tog med många av låtarna på sin samlingsskiva Memorabilia.

### Fiaskot i Finland
Andy McCoy gjorde 1993 ett kort samarbete med Skid Row-frontmannen Sebastian Bach, innan han återvände till hemlandet Finland för att ge sig ut på turné med ett nytt Shooting Gallery. Till det hörde sångaren Esa Palosaari, basisten Dan Lagerstedt och trummisen Gyp Casino.
Turnén visade sig bli ett fiasko, eftersom McCoy var full och oregerlig under alla konserter. Gula pressen började med kameran i högsta hugg följa efter gitarristen för att vara närvarande vid nästa blunder. Så också den här reinkarnationen av gruppen upplöstes.
Andy McCoy gav året därpå ut en högklassig och uppskattad soloskiva och Billy G Bang och Dave Tregunna fortsatte till bandet Slumlords.

## Medlemmar
1990-1992
- Billy G Bang – sång
- Andy McCoy – gitarr
- Dave Tregunna – bas
- Paul Garisto – trummor

1992
- Billy G Bang – sång
- Andy McCoy – gitarr
- Jo Almeida – gitarr
- Dave Tregunna – bas
- Paul Garisto – trummor

1994
- Esa Palosaari – sång
- Andy McCoy – gitarr
- Dan Lagerstedt – bas
- Gyp Casino – trummor

## Diskografi
- Shooting Gallery (1992)